# سنقرآباد (اراک)
سنقرآباد یک روستا در ایران است که در دهستان ساروق شهرستان اراک واقع شده‌است.